# Belvédère de Santa Luzia
Le Miradouro de Santa Luzia est un belvédère de Lisbonne offrant une large vue sur le vieux quartier de l'Alfama et le Tage. C'est l'un des panoramas les plus connus et les plus photogéniques de la ville, très fréquenté par les habitants et les touristes. 

## Description
Les points de vue caractéristiques, de gauche à droite, sont le dôme du Panthéon National, l'église de Santo Estêvão et les deux tours blanches de l'église de São Miguel. Le belvédère est composé de deux niveaux, l'un comporte une terrasse à colonnes couverte de vigne. Il possède également un petit jardin. 
Le mur sud de Santa Luzia comporte deux panneaux d'azulejos modernes, l'un représentant la Praça do Comércio avant le tremblement de terre de 1755 et l'autre avec les chrétiens attaquant le château de São Jorge, conçu par António Quaresma.
Ici se trouve aussi l'église de Santa Luzia, actuel siège national de l'Assemblée des Chevaliers portugais de l'Ordre souverain et militaire de Malte.

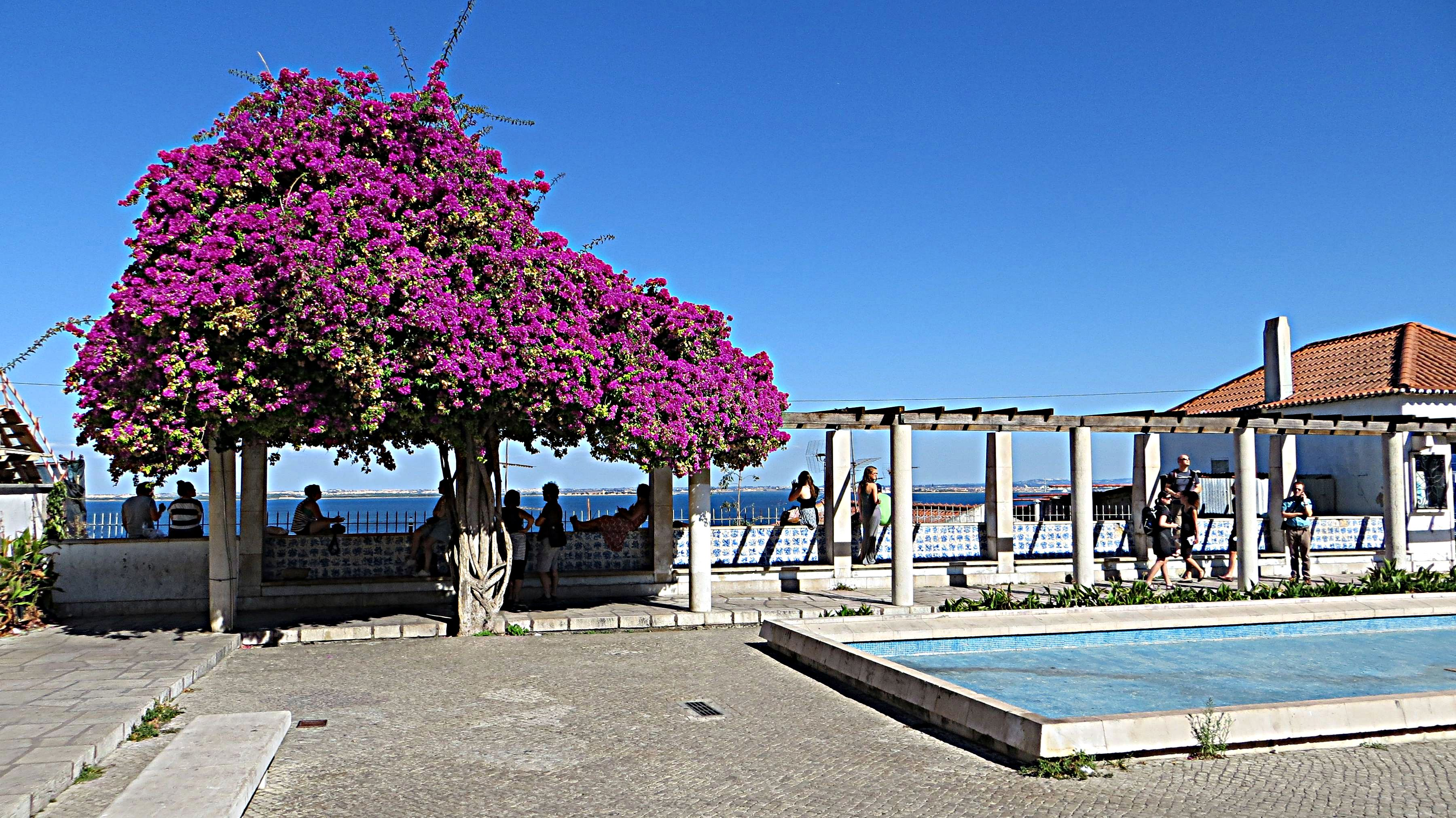
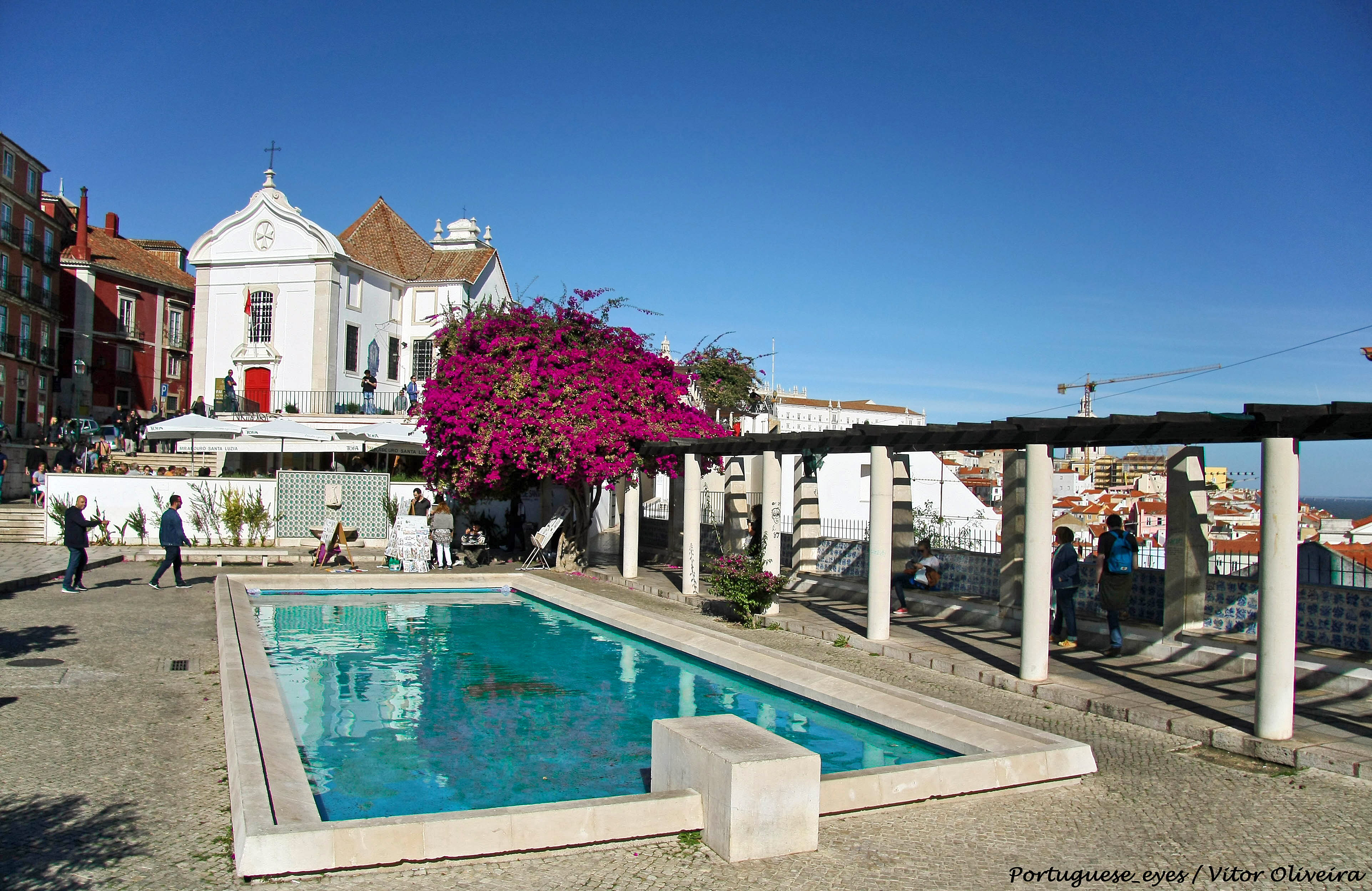
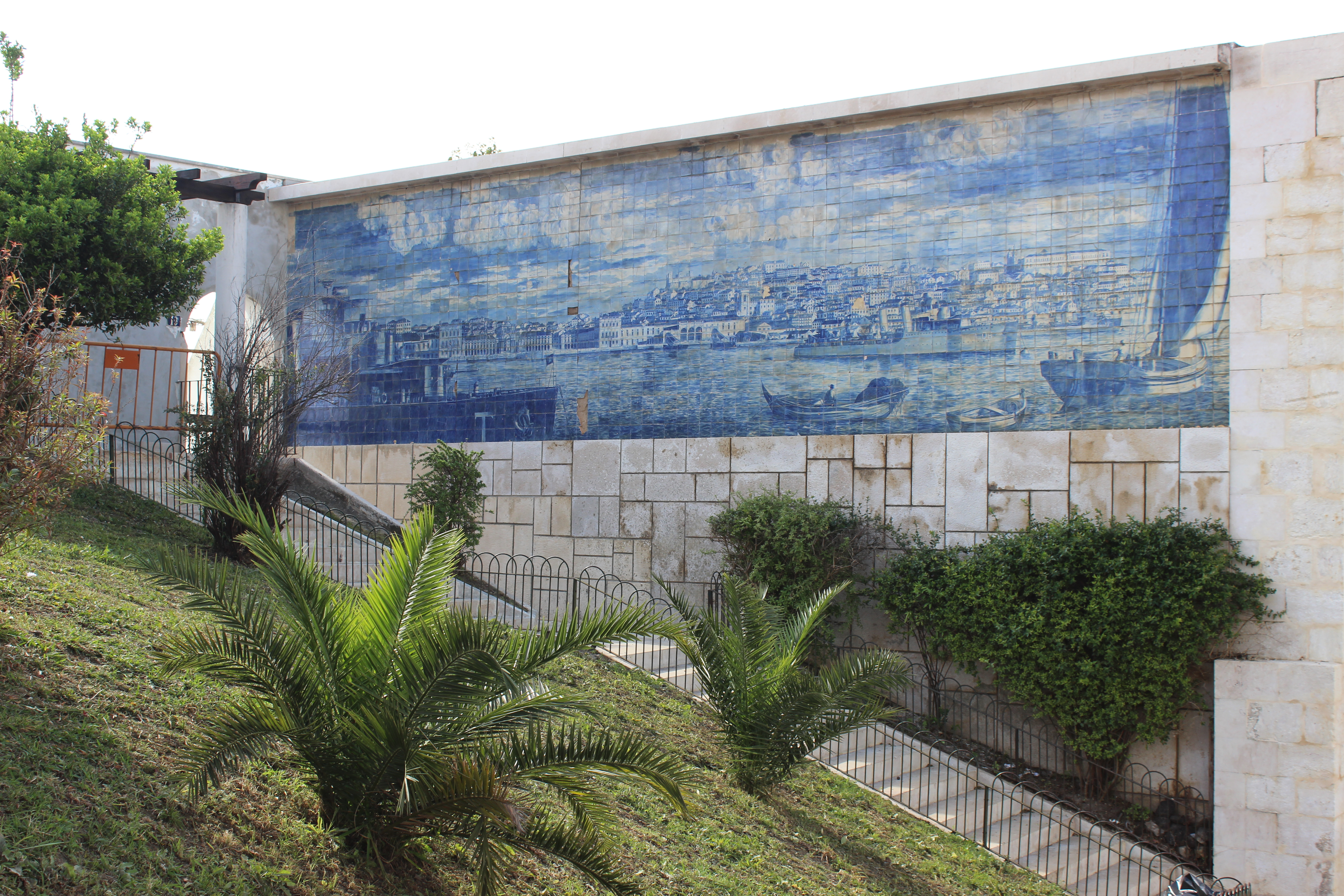